# 百鸟朝凰

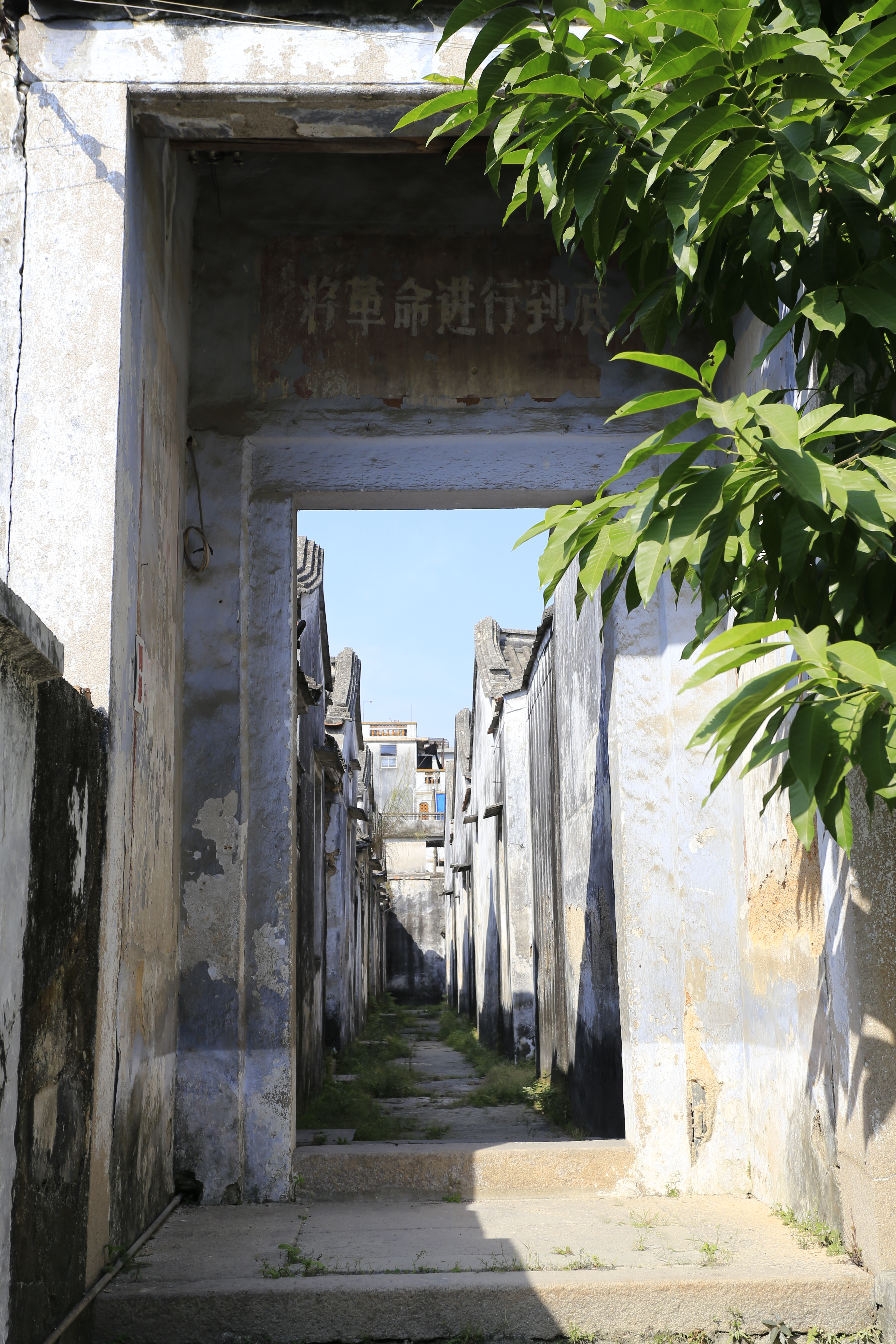
丁氏光禄公祠中的一条从厝

百鸟朝凰，俗称“百间厝”，又称百鸟朝凤，百凤朝阳等，是广东潮汕地区家族凝聚力较强的富豪家族修建的多院落、规模宏大的大型家族聚落。

## 格局
一座大型“三座落”祠堂建筑为中心，左右对称，由“三厅亘”或“四点金”建筑拱卫，两侧各有两条从厝和火巷，后面有厝包。有超过100间以上的房屋，通过房屋围墙围绕主体建筑而成。

## 建筑实例
- 揭西棉湖镇郭氏大楼
- 普宁洪阳镇德安里老寨
- 揭阳市榕城区元鼎路丁氏光禄公祠